# Setzingen
Setzingen è un comune tedesco di 636 abitanti, situato nel land del Baden-Württemberg.